# Geoff Stults

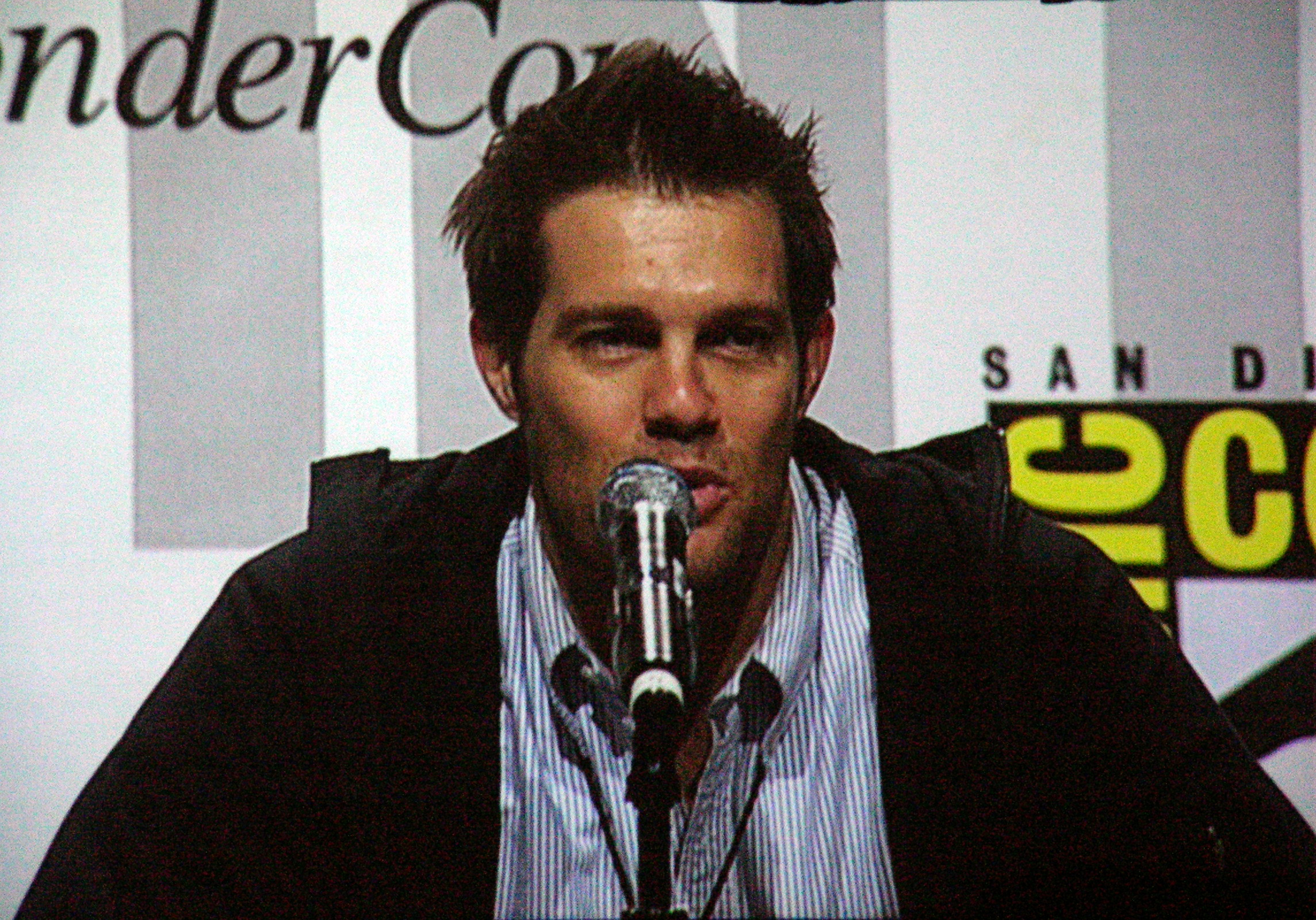
Geoff Stults op de San Diego Comic Con 2010

Geoffrey 'Geoff' Manton Stults (15 december 1977, Detroit, Michigan) is een Amerikaans Hollywoodacteur, bekend van onder andere 7th Heaven, October Road, Happy Town en The Finder, alsook gewezen pro-footballspeler.

## Biografie
Geoff is geboren in Detroit (Michigan) en opgegroeid in Green Mountain Falls (Colorado). Hij is erg close met broer George Stults. Geoff verhuisde naar Los Angeles en combineerde studies aan het Californische Whittier College met theaterrollen en American football.
In die laatste sport werd hij in Oostenrijk professioneel wide receiver bij Klosterneuburgs toenmalige Mercenaries (huurlingen, in zijn geval toepasselijk; nu Danube Dragons, 'Donau-draken'), waarna de goedogende atleet definitief overstapte naar Hollywood.

## Acteercarrière
Geoffs tv-loopbaan begint in 2000 met diverse kleinere (gast)rollen. Hij werd in 2001 bekend in 7th Heaven als impulsief brandweerman Ben Kinkirk, eerst ook een van de seriële 'grote liefdes' die niettemin snel en herhaaldelijk gedumpt worden door Mary Camden, en later enkel als de gekke broer van hondstrouw politieman Kevin Kinkirk, de verloofde en later echtgenoot van Mary's zuster Lucy Camden, gespeeld door Geoffs echte broer George Stults, tot 2006.
In 2011 werd een op zijn lijf geschreven personage, Irakveteraan van de US Army en intuïtief privé-detective Walter Sherman, geïntroduceerd in een Bones-aflevering uit 2011, die al begin 2012 de hoofdrol werd in een spin-off, The Finder, waarin hij op onorthodoxe wijze de meest uiteenlopende zaken en personen zoekt én vindt. Hij kreeg tevens een hoofdrol in de komedieserie Enlisted, waarvan de eerste aflevering in januari 2014 werd uitgezonden.